# Samu Fóti
Samu Fóti (født Samu Fleck, 17. maj 1890 i Budapest, død 17. juni 1916 i Lipové, Slovakiet) var en ungarsk gymnast som deltog i OL 1912 i Stockholm. Han var jøde.

## Idrætskarriere
Fóti dyrkede både atletik og gymnastik, og ved OL 1912 var han tilmeldt i to diskoskast-discipliner og i mangekamp i gymnastik. Han stillede dog kun til start i diskoskast for én hånd, hvor han blev nummer 25. I gymnastikkonkurrencen, der var en europæisk udgave (der blev også konkurreret i en "svensk" udgave ved legene), deltog fem nationer med mellem 16 og 40 deltagere hver. Italien var overlegne i konkurrencen og vandt med 53,15 point, mens Ungarn med Fóti blev toere med 45,45 point og Storbritannien treere med 36,90 point.
Fóti vandt som en del af klubben BTC tre ungarske holdmesterskaber (1912-1914).

## Videre liv
Fóti døde under første verdenskrig i Slovakiet.